# Club Almirante Brown
O Club Almirante Brown, também conhecido simplesmente como Almirante Brown, é um clube esportivo argentino localizado em San Justo, cidade e capital do partido de La Matanza, na província de Buenos Aires. O clube foi fundado em 17 de janeiro de 1922 e ostenta as cores           preto e amarelo.
Sua principal atividade esportiva é o futebol. O clube disputa atualmente a Primera Nacional, segunda divisão profissional do Campeonato Argentino de Futebol.
O clube manda seus jogos no estádio Fragata Presidente Sarmiento, do qual é proprietário, e cuja inauguração ocorreu em 14 de junho de 1969. Apesar de sua sede se localizar na cidade de San Justo, seu estádio se encontra na cidade de Isidro Casanova, no mesmo partido, e possui capacidade para aproximadamente 25 000 espectadores.

## História

### Fundação
Passavam-se os primeiros dias de 1922 e em San Justo um grupo de jovens se mobilizou para realizar o sonho que tinham em comum: a fundação de um clube. Dias se passavam e as reuniões tornaram-se mais frequentes. Até que uma tarde, na casa da família Deverech, localizada na rua Buenos Aires 532 (atual Dr. Ignacio Arieta), todos concordaram e decidiram materializar o desejo de criar uma instituição onde pudessem "praticar esportes".
Daquela reunião, não só se conseguiram os apoios necessários, como também obtiveram muitos elementos que serviram para colocar em funcionamento o Centro Atlético y Recreativo Almirante Brown, cuja fundação definitiva ocorreu em 17 de janeiro de 1922 na casa de Don Segundo Boragno.

### Origem do nome
Em 29 de julho de 1967, depois de uma reforma do estatuto social do clube, o nome da instituição foi rebatizado como Club Almirante Brown.
| 17 de janeiro de 1922 – 28 de julho de 1967 | Centro Atlético y Recreativo Almirante Brown |
| Desde 29 de julho de 1967                   | Club Almirante Brown                         |

### Cores
As cores           preta e amarela foram uma herança da antiga instituição Athletic Club Almirante Brown, portanto, é improvável encontrar o significado exato do motivo pelo qual o Athletic Club Almirante Brown decidiu usá-las.

## Estádio
Em 30 de outubro de 1964, o governo nacional presidido por Arturo Umberto Illia, por meio da Lei nº 16.649 e sob a administração municipal de La Matanza de Don Isidro R. Bakirdjian, doou ao clube uma propriedade de doze hectares localizada no cidade de Isidro Casanova. Em 31 de março de 1968, foi lançada a pedra fundamental para a construção do novo estádio.
A obra foi concluída quinze meses depois e foi inaugurada em 14 de junho de 1969 com uma partida do time local contra o San Telmo pela 14ª rodada do campeonato da Primeira Divisão "B", que terminou com derrota do time local por 3–2. Oito anos depois foi batizada com o nome de "Fragata Presidente Sarmiento".
| Nome oficial   | Fragata Presidente Sarmiento        |
| Origem do nome | Navio-almirante da Armada Argentina |
| Localidade     | Isidro Casanova                     |
| Partido        | La Matanza                          |
| Província      | Buenos Aires                        |
| Inauguração    | 1969                                |
| Capacidade     | 25 000                              |

## Uniforme
Uniforme titularCamisa preta com listras verticais douradas, calção preto e meias pretas.
Uniforme reservaCamisa branca com duas flechas verticais (uma preta e outra dourada), calção branco e meias brancas.
Terceiro uniformeCamisa preta com finas listras horizontais douradas, calção preto e meias pretas.

## Títulos

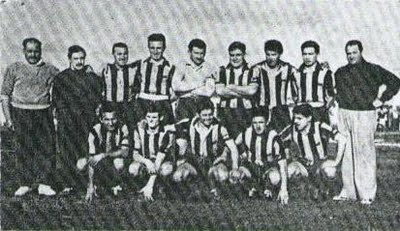
Elenco do Almirante Brown campeão da Primera D Metropolitana em 1956.

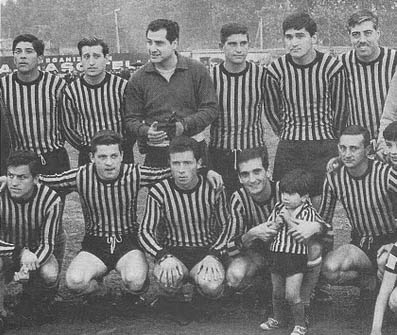
Equipe do Almirante Brown que venceu a Primera C em 1965.

| Divisão          | Campeonato                | Total | Temporada(s)              |
| ---------------- | ------------------------- | ----- | ------------------------- |
| Terceira Divisão | Segunda División          | 1     | 1965                      |
| Terceira Divisão | Primera B (Metropolitana) | 2     | 2006–07, 2009–10, 2019–20 |
| Quinta Divisão   | Tercera de Ascenso        | 1     | 1956                      |